# Блэйд
Блэйд (англ. Blade), настоящее имя Эрик Брукс (англ. Eric Brooks) — супергерой, появляющийся в комиксах издательства Marvel Comics. Был создан Марвом Вольфманом и Джином Коланом и впервые появился в десятом выпуске комикса The Tomb of Dracula #10 в 1973 году.
Персонаж был сыгран Уэсли Снайпсом в одноимённой кинотрилогии, и Sticky Fingaz в телесериале «Блэйд». В киновселенной Marvel на роль персонажа выбран Махершала Али.

## Биография
Человек по имени Эрик Брукс родился в борделе в Сохо, в Великобритании. Сам Блэйд с 11 лет указывал, что точная дата его рождения — 24 октября 1929, также известное как Чёрный четверг, поскольку это был день, когда начался крах фондовой биржи. Блэйд также указывал, что ему 80 лет, но его способности вампира позволяют ему выглядеть намного моложе. Мать Блэйда, Тара Брукс, проститутка из борделя Мадам Ванити, опасалась серьёзных осложнений при родах и вызвала доктора. Имя «доктора» было Дьякон Фрост, в действительности он был кровожадным вампиром. Фрост пировал над матерью Блэйда, пока тот рождался на свет, убивая её, и случайно передал неопределённые ферменты вампиров через её кровь младенцу.
Это привело к появлению у Блэйда сверхчеловеческих способностей, таких как иммунитет к превращению в вампира, способность «чувствовать запах» сверхъестественных созданий, и значительно продлённая продолжительность жизни.
Фроста спугнули подруги матери Блэйда прежде, чем он мог уничтожить также и младенца. Они воспитывали его, пока ему не исполнилось девять лет. Хотя он и не испытывал недостатка в сверхчеловеческой физической силе, он тренировался, чтобы стать атлетом олимпийского уровня и прекрасным бойцом рукопашного боя. Наибольшего успеха он достиг в обращении с оружием, и особенно с ножами и кинжалами.
Идя домой из школы, Блэйд увидел, что трое бандитов напали на старика. Блэйд отбил его у хулиганов, которые, как оказалось, были вампирами, и спас старика. Спасённый старик оказался Джамалом Афари, джазовым трубачом и охотником на вампиров. Афари переехал в бордель Мадам Ванити и обучал молодого Блэйда и музыке, и бою. Блэйд скоро стал в состоянии победить многих из слабых, молодых вампиров, которые ему и Афари попадались в изобилии. Однако, победы Блэйда сделали его излишне самонадеянным.
Вскоре он присоединился к уличной банде Кровавые тени, возглавляемой намного более старым и более сильным вампиром, чем любой, ранее виданный Блэйдом: Ламией. Блэйд едва победил Ламию, потеряв при этом свою подругу Глорию. Эта потеря заставила его не только стать врагом немёртвых, но и навсегда поклясться в этом. Афари сразу после этого стал жертвой нападения вампира Дракулы, первое возникновение в продолжающемся сражении между ним и Блэйдом. Блэйд убил вампира Афари и последовал вслед за Дракулой назад в Европу.
Блэйд преследовал Дракулу всюду, в Европе и Малой Азии, затем на Дальнем Востоке, неоднократно вступая с ним в схватку, но никак не мог его уничтожить. В Китае Блэйд присоединился к охотникам на вампиров Огуна Могучего, среди которых были Азу, Орджи и Мусенда. Вместе они снова напали на Дракулу.
В очередной раз Дракула выжил, и преподавал Блэйду наглядный пример, уничтожая всех его новых друзей, кроме Мусенды (который, в конечном счёте перестал охотиться на вампиров). Однако Орджи произвел на Блэйда впечатление использованием деревянных кинжалов как средства борьбы с вампирами. После смерти Орджи, Блэйд овладел использованием деревянных кинжалов и избрал его как предпочтительный метод борьбы с вампирами.
Съедаемый горем, Блэйд возобновил свои поиски один. Прошли ещё десятилетия, прежде чем он снова позволил себе подвергнуть опасности другого человека.

### Охотники на вампиров Куинси Харкера
Выслеживая Дракулу в Париже, Блэйд встретился с группой охотников на вампиров, во главе с Куинси Харкером (сын Джонатана Харкера). Они и раньше были знакомы, объединяясь для разных дел, но теперь Блэйд действительно официально присоединяется к группе. После поисков Дракулы в Лондоне, он сражался с ним, Морбиусом, и его миньонами. Вернувшись в Америку, Блэйд ещё раз присоединяется к группе Харкер, но с другим союзником, Дракулой. Здесь они борются с более сильным злодеем, Доктором Солнце. После сражения Дракула бежал, но Блэйд следовал за ним по пятам. Он тогда столкнулся с Ганнибалом Кингом, частным исследователем, который был превращён в вампира Дьяконом Фростом. Они сначала объединяются, чтобы победить двойника Блэйда, но когда двойник поглощал реального Блэйда, Ганнибал призвал Хеллсторма, чтобы изгнать из Блэйда дух двойника. В конечном счёте, Блэйд и Ганнибал уничтожили Дьякона.

### Ночные сталкеры
Блэйд, Ганнибал и Доктор Стрэндж сформировали Корпорацию Пограничных Исследований — исследовательское агентство по борьбе со сверхъестественными существами. Они боролись против Дракулы и Властелинов Тьмы, но быстро распались, когда Кинг уехал, а Блэйд был помещён в психиатрическую больницу после схватки с возрождённым Дракулой. Доктор Стрэндж повторно собрал Корпорацию Пограничных Исследований и переименовывает их в Ночных Сталкеров. Они объединяются, чтобы победить демонов Лилит и Лилин. Также вместе они боролись с Гидрой. В стори-арке Midnight Masscre Блэйд становится Свитчблэйдом, служителем Властелина Тьмы. После схватки с Вэрней, команда окончательно расформировалась.

### Дневной Бродяга
Блэйд ещё раз сражается с возрождённым Дьяконом Фростом и Дракулой, но уже при помощи Ганнибала Кинга. Фрост был уничтожен. Он также побеждал Морбиуса, который находился под управлением другого вампира. После этого Блэйд последовал за ним в Нью-Йорк, где объединился с Человеком-пауком. Когда Морбиус укусил Блэйда, его биология вампира вступила во взаимодействие с естественным вампиризмом Морбиуса, что дало Блэйду ещё большие силы вампира и устранило его чувствительность к солнечному свету, за что враги дали ему прозвище «Дневной Бродяга» (англ. Daywalker). Тогда же Блэйд вступил в конфронтацию с организацией Щ. И. Т. (англ. S.H.I.E.L.D.), когда те исследовали его кровь, чтобы создать вампира-оперативника. С помощью других охотников на вампиров он оказался в состоянии остановить их. Он объединился с другими охотниками на вампиров во всем мире, чтобы воспрепятствовать Дракуле стать богом.
После этого Блэйд разыскал возрождённого Дракулу в Нью-Йорке, где он продолжил сражаться с Дракулой и Вампиром — Человеком-пауком. Воющие Коммандос Щ. И. Т.а прибыл на место час спустя, чтобы конфисковать тело. Блэйд, однако, ощутил что что-то не так с войсками Щ. И. Т.а. Он пробрался на их авианосец, чтобы найти главного инфицированного вампиром. После этого он продолжил разрушать авианосец.
Недели спустя, в Медисон-сквер-гарден, Блэйд подвергся нападению четырьмя Думботами, перед которыми поставили задачу доставить Блэйда в Латверию для встречи с Доктором Думом. Блэйд победил Думботов, однако сражение побудило его совершить поездку самостоятельно. Блэйду сообщили, что он был предназначен для того, чтобы спасти мать Дума из инфицированной вампирами тюрьмы. Не желая отвечать на вопросы, доктор Дум телепортировал Блэйда на годы в прошлое. Наряду со спасением матери доктора Дума, он спас и своего собственного отца, Лукаса Кросса, тем самым выполнив первую часть пророчества. В свою очередь, доктор Дум дал Блэйду формулу, которая могла избавить его от вампирской жажды человеческой крови; Блэйд принял этот подарок, но не использовал это.
Блэйд тогда стал одним из самых известных лиц Америки после того, как полиция приняла уничтожение вампиров за убийства, и попыталась заключить под стражу. В это время Блэйд столкнулся с демоном 9 уровня по имени Враждебность. Блэйд победил демона и продолжил убегать от закона.
Блэйд использует ресурсы Щ.И.Т.'а, чтобы заказать себе новую руку — руку-оружие, которую он проверяет не на ком-нибудь, а на англичанине Юнион Джеке. После того, как они разрешили свои противоречия, Блэйд возвращается обратно в Нью-Йорк, где все началось. Он опрашивает и Лукаса Кросса, и Человека-Паука, чтобы узнать, что его давний наставник, Джамал Афари, жив и здоров — и сражается на стороне Дракулы. Он идёт домой, и его в очередной раз похищает его отец, который стремится исполнить третью и конечную часть пророчества. Блэйд, Ганнибал Кинг и Лукас Кросс отправляются в Замок Дракулы — теперь это достопримечательность — чтобы попытаться закончить пророчество, которое, как верит Лукас, даст ему поддержку душ всех вампиров. Все, что для этого требовалось — разрушить его недавно приобретённый амулет и вбить кол, прибив им Дракулу к солёной земле. Блэйд отказывается — и разъярённый Ганнибал Кинг нападает на него. Блэйд быстро раскидывает Кинга и прихвостней своего отца — однако, Дракула прибывает на место вместе с Джамалом Афари, чтобы помочь Лукасу закончить пророчество. Дракула разрушает амулет и нападает на Блэйда; Афари нарушает управление Дракулы и нападает на него, но его сбивают на землю. Во время схватки отец Блэйда роняет пузырек с веществом, способным уничтожить Дракулу. Дракула погибает, но они понимают, что сила пророчества не в помощи вампирских душ — а в возрождение каждого вампира, который когда-либо умирал. Блэйд и Ганнибал отправляются в путь, оставляя поверженного Лукаса Кросса, но перед этим Блэйд даёт Ганнибалу сыворотку доктора Дума, сделанную, чтобы исцелить вампира от его жажды крови.
Позже Блэйд завербовался в секретную правительственную группу супергероев, известных как Авангард. Группа состояла из Микромакса, Реткона, Доминика Фортуны и Елены Беловой. Первоначальный лидер был убит, и им дают задание найти убийцу. Как оказалось, настоящим убийцей оказался детектив, назначивший расследование убийства Стэйси Долан. Однако, ей управлял человек по имени Йозеф. После того, как он заставил Существо напасть на их группу, Блэйд стреляет ему в голову, стерев память Существа, и телепортирует его оттуда.
Оказывается, их первоначальный лидер Авангарда, Полковник Америка — самый мощный телекинетик на планете, был жив. Правительство хотело расформировать группу, поскольку Микромакс был схвачен и замучен Аль-Каидой на миссии, и они теперь знали больше об Авангарде, чем президент. Полковник решил уничтожить группу и скрыться. К сожалению, только Блэйду удалось выжить.
После этого Блэйд перебрался в Англию, чтобы служить в другой секретной организации — MI-13. После вторжения Скруллов в Великобританию, Блэйд присоединился к MI-13, чтобы помочь со всплеском злых сил, последовавших после поражения Скруллов. Однако Блэйд терпит неудачу когда он пытается уничтожить одного из членов группы, полу-вампира Спитфайера.

## Силы и способности
- Блэйд показывал много раз, что имеет иммунитет к укусу вампира и что он свободен от их жажды. Это происходит из-за его способностей, полученных от видоизменённого вампира. Однако были случаи, когда у Блэйда, находящегося в ослабленном состоянии (обычно после сражения или потери крови), временно просыпались инстинкты вампира.
- Имеет большую способность к восстановлению от травм, подобную аналогичным способностям Росомахи, но в отличие от Росомахи, его организм вампира уничтожает и любые посторонние вещества, исключая случаи отравления или усыпления.
- Блэйд также имеет очень большую продолжительность жизни, которая указывает, что он по всей вероятности бессмертен. Это происходит, очевидно, из-за его ускоренной регенерации.
- Обладает редкой способностью чувствовать запах и сенсорно ощущать сверхъестественные создания. Это много раз помогло ему идентифицировать демонов, даже если они обладали телом человека (когда демон выглядел, как человек, одетым Санта-Клаусом, Блэйд считал демоническую сущность, исходящую из него).
- Способен противостоять ультрафиолетовым лучам солнечного света любой степени и интенсивности. Однако его глаза очень чувствительны к лучам солнца, поэтому он использует защитные тёмные очки. Он может видеть в темноте так же ясно, как и днём. Его нюх, осязание и слух также усилены относительно человеческих способностей.
- Блэйд сильнее большинства вампиров. Он обладает сверхчеловеческим проворством и стойкостью. Он может прыгать со здания на здание, или спрыгнуть с вершины крыши на землю без повреждений или усталости. Он также может двигаться намного быстрее, чем большинство вампиров, и это было очень заметно в комиксе.
- Владеет многими видами оружия и боевыми искусствами.
- Не может быть запечатлён на плёнке или отразиться в зеркале.
- Блэйд имеет способность вызывать вампиризм в том, кого он выбрал, а также способен своим укусом парализовать жертву.
- Рефлексы Блэйда и его чувства столь усовершенствованы, что он реагирует прежде, чем его мозг может фактически проанализировать ситуацию. Эта характеристика найдена в людях, но выборочно замечена в строго обучаемых боевым искусствам (Блэйд по крайней мере от 25 до 50 лет обучался различным боевым искусствам).

## Вне комиксов

Уэсли Снайпс в роли Блэйда

### Фильмы

#### New Line Cinema
Уэсли Снайпс сыграл Блэйда в фильмах «Блэйд» (1998), «Блэйд 2» (2002), «Блэйд: Троица» (2004).

#### Киновселенная Marvel
В киновселенной Marvel роль Блэйда исполняет Махершала Али. Он впервые озвучил персонажа в сцене после титров фильма «Вечные» 2021 года. В разработке находится сольный фильм о персонаже.
Уэсли Снайпс вернулся к роли Блэйда в фильме «Дэдпул и Росомаха».

### Телесериалы
Блэйд в исполнении Sticky Fingaz'а был главным персонажем в сериале «Блэйд» (2006). Сериал является прямым продолжением кинотрилогии.

### Мультсериалы
- Появляется как второстепенный персонаж в нескольких сериях мультсериала «Человек-паук».
- Герой четвёртого сезона совместного японо-американского аниме-сериала «Marvel Anime».
- Появился в двух сериях аниме-сериала «Мстители: Дисковые войны».
- Появлялся в мультсериале «Совершенный Человек-паук». В 21 и 22 сериях 2-го сезона с Человеком-пауком, его командой и Воющими Коммандос противостояли Дракуле.
- Появлялся в мультсериале «Халк и агенты У.Д.А.Р.». В сезоне 2, серии 3.

### Видеоигры
- Blade (2000)
- Blade II (2002)
- Marvel Ultimate Alliance (2006)
- Ghost Rider: video game (2007)
- Spider-Man: Friend or Foe (2007)
- Marvel Ultimate Alliance 2 (2009)
- Marvel Super Hero squad online (2011 — на сегодняшний день)
- Lego Marvel Superheroes (2014 — на сегодняшний день)
- Marvel Puzzle Quest (2014 — на сегодняшний день)
- Marvel Future Fight (2015 — на сегодняшний день)
- Marvel Heroes Omega (2015—2018)
- Marvel Contest of Champions (2015 — на сегодняшний день)
- Marvel Snap (2022 — на сегодняшний день)

## Критика и отзывы
В мае 2009 года Блэйд занял 63 место в списке 100 лучших героев комиксов по версии IGN.